# Dementamania
Dementamania è un film del 2013 diretto da Kit Ryan.

## Distribuzione
Il primo trailer del film è stato diffuso online il 6 settembre 2013.